# Космыничи
Космыничи (бел. Касмынічы) — деревня в Мстиславском районе Могилёвской области Белоруссии. Входит в состав Копачевского сельсовета.

## География
Деревня находится в северо-восточной части Могилёвской области, в пределах Оршанско-Могилёвской равнины, к востоку от реки Белая Натопа, на расстоянии примерно 12 километров (по прямой) к западу от Мстиславля, административного центра района. Абсолютная высота — 203 метра над уровнем моря.

## История
В конце XVIII века деревня входила в состав Мстиславского воеводства Великого княжества Литовского.
Согласно «Списку населенных мест Могилёвской губернии» 1910 года издания населённый пункт входил в состав Лизаровского сельского общества Старосельской волости Мстиславского уезда Могилёвской губернии. Имелось 42 двора и проживало 158 человек (80 мужчин и 78 женщин).

## Население
По данным переписи 2009 года, в деревне проживало 90 человек.